# Чёрный кот (кабаре)

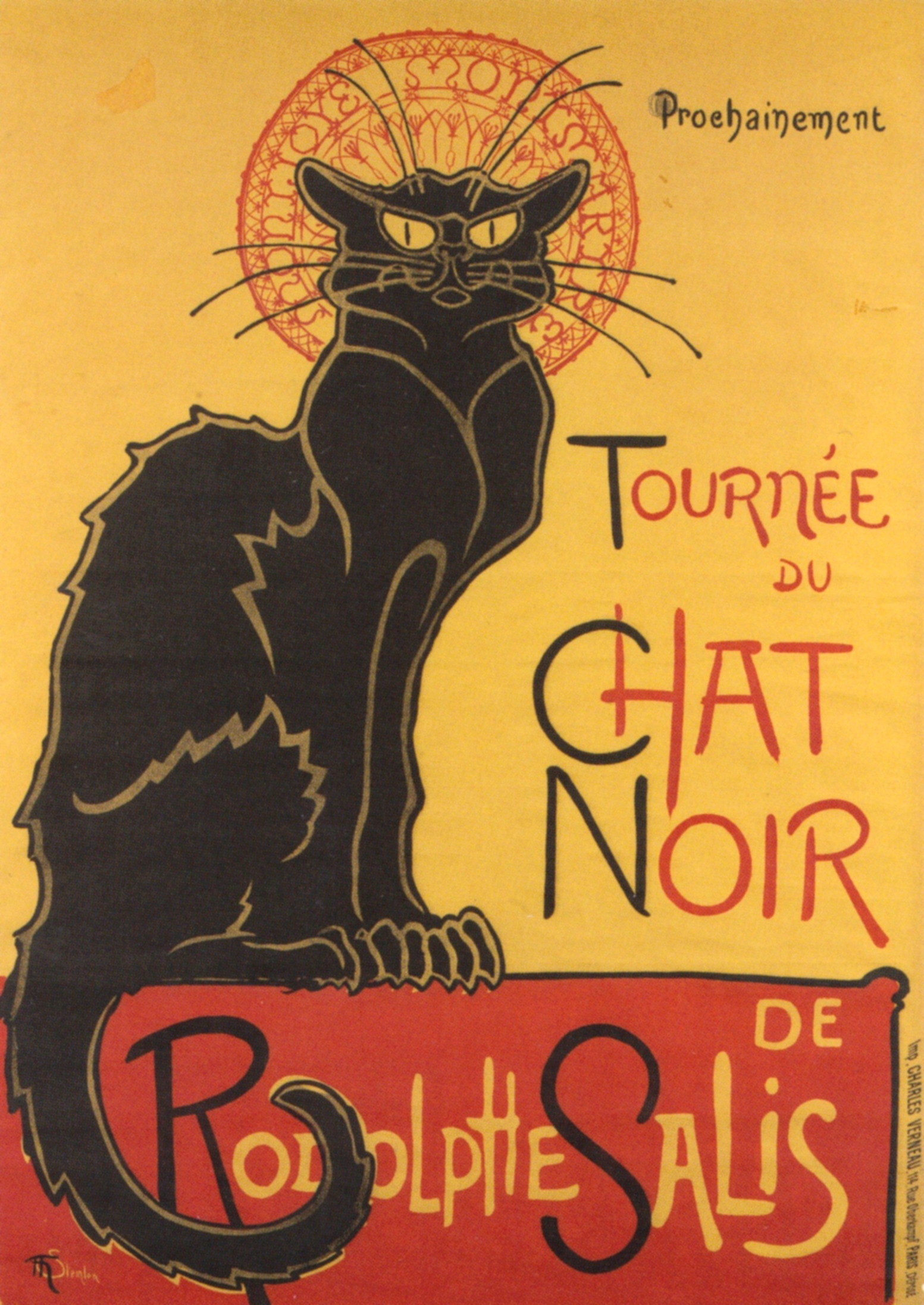
Рекламный плакат Теофиля-Александра Стейнлена для кабаре «Чёрный кот» (1896)

«Чёрный кот» (фр. Le Chat Noir), «Ша Нуар» — ныне не существующее знаменитое парижское кабаре на Монмартре. Было открыто 18 ноября 1881 года. После смерти основателя (1897) просуществовало ещё пару лет, затем было продано и сменило название.

## История
Кабаре было открыто художником Родольфом Салисом (Rodolphe Salis) 18 ноября 1881 года и закрылось в 1897 к большому разочарованию Пабло Пикассо и других гостей города, прибывших в Париж на Всемирную выставку 1900 года. Очень скоро в других странах были открыты кабаре, подражающие «Чёрному коту», например, «Бродячая собака» в Санкт-Петербурге или «Четыре кота» в Барселоне. Также существует кафе «Чёрный кот» в городе Корфу (Греция) и ничем не примечательный ресторан «У Чёрного Кота» (Au Chat Noir) в центре Брюсселя.

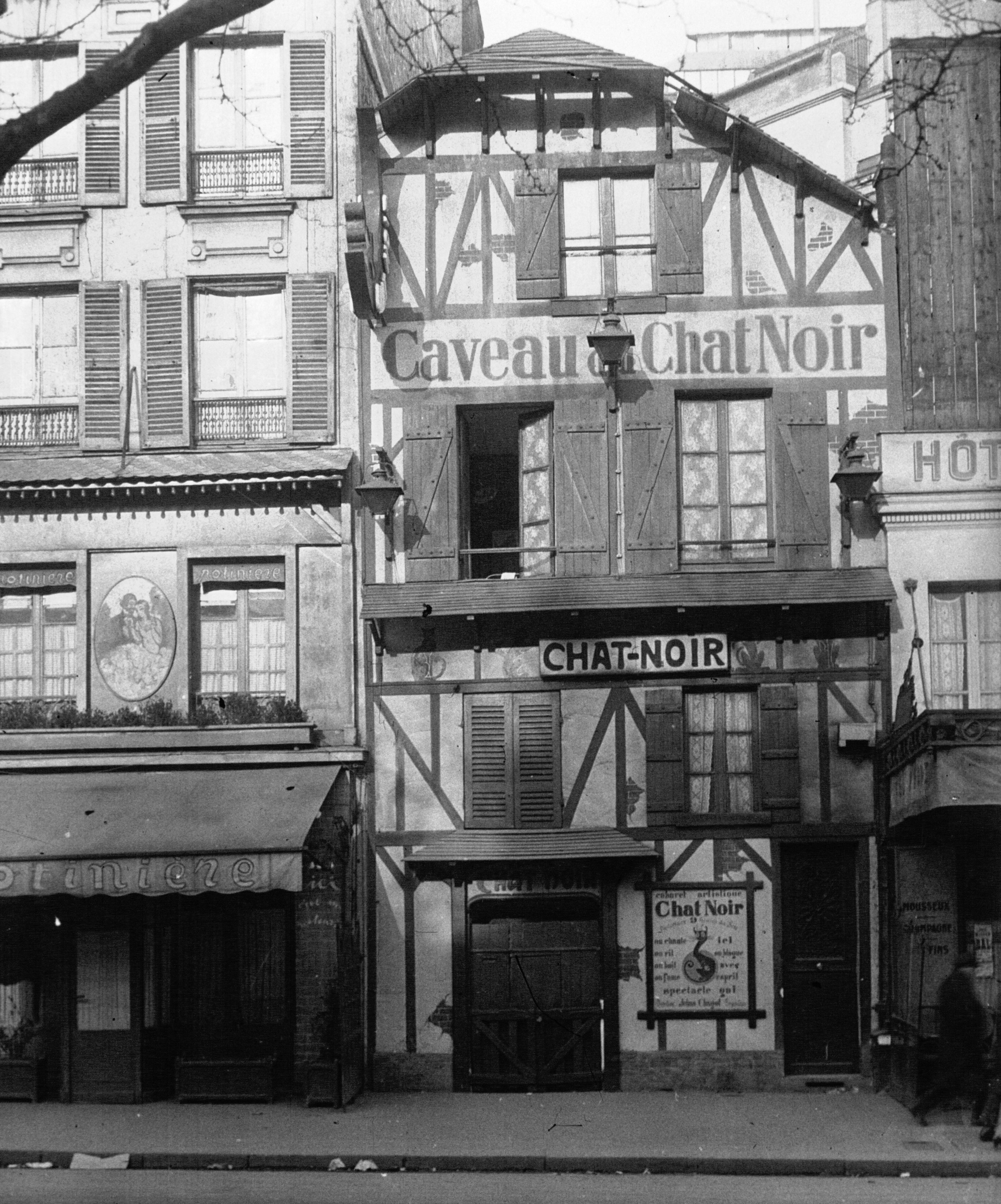
Кабаре «Чёрный кот», 1929 год

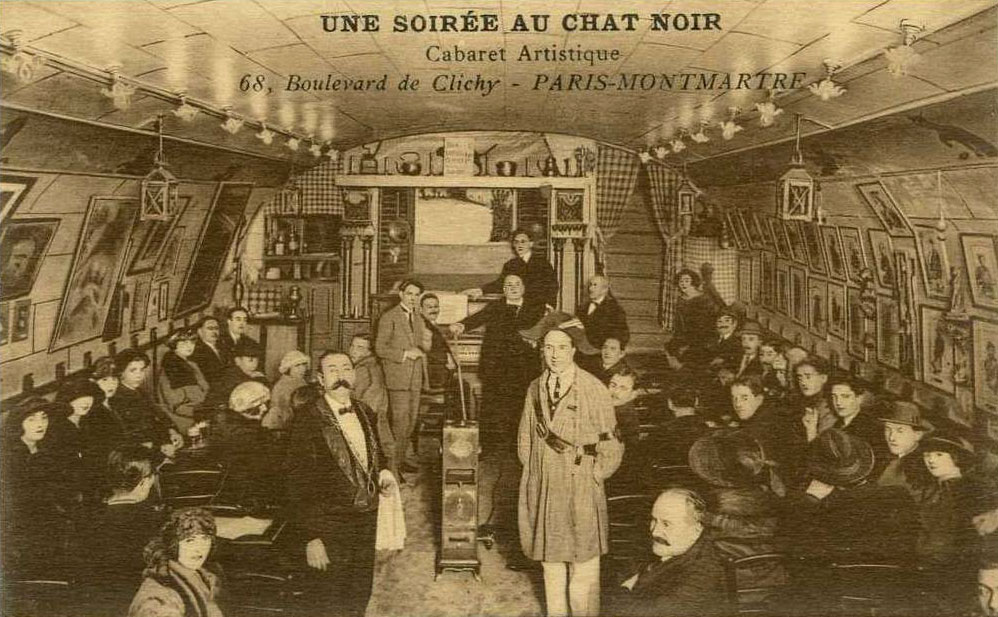
Зал кабаре, 1920 год

В наши дни «Чёрный кот» более известен благодаря афише Теофиля-Александра Стейнлена. В то время «Чёрный кот» был шумным ночным клубом — часть кабаре являлась художественным салоном, в другой части располагалось варьете с запрещённым тогда фортепиано.
При открытии кабаре занимало всего две небольших комнаты, но уже спустя три с половиной года благодаря растущей популярности заведения кабаре пришлось перенести в более просторное помещение.
В кабаре начинал свою карьеру Аристид Брюан — известный впоследствии поэт, шансонье и комедиант.
С 1899 года в кабаре начал подрабатывать в качестве пианиста композитор Эрик Сати, что было единственным источником его дохода.
Салис чаще всего играл роль конферансье. По словам Салиса, «„Чёрный кот“ — самое необычное кабаре в мире. Здесь можно похлопать по плечу самых известных людей Парижа и встретить иностранцев со всех уголков мира».
Через два года после смерти Родольфа Салиса в 1897 году кабаре было куплено певцом Монмартра Анри Фурси (Дрейфусом) и переименовано в La Boîte à Fursy («Шкатулка Фурси»).

## Посетители

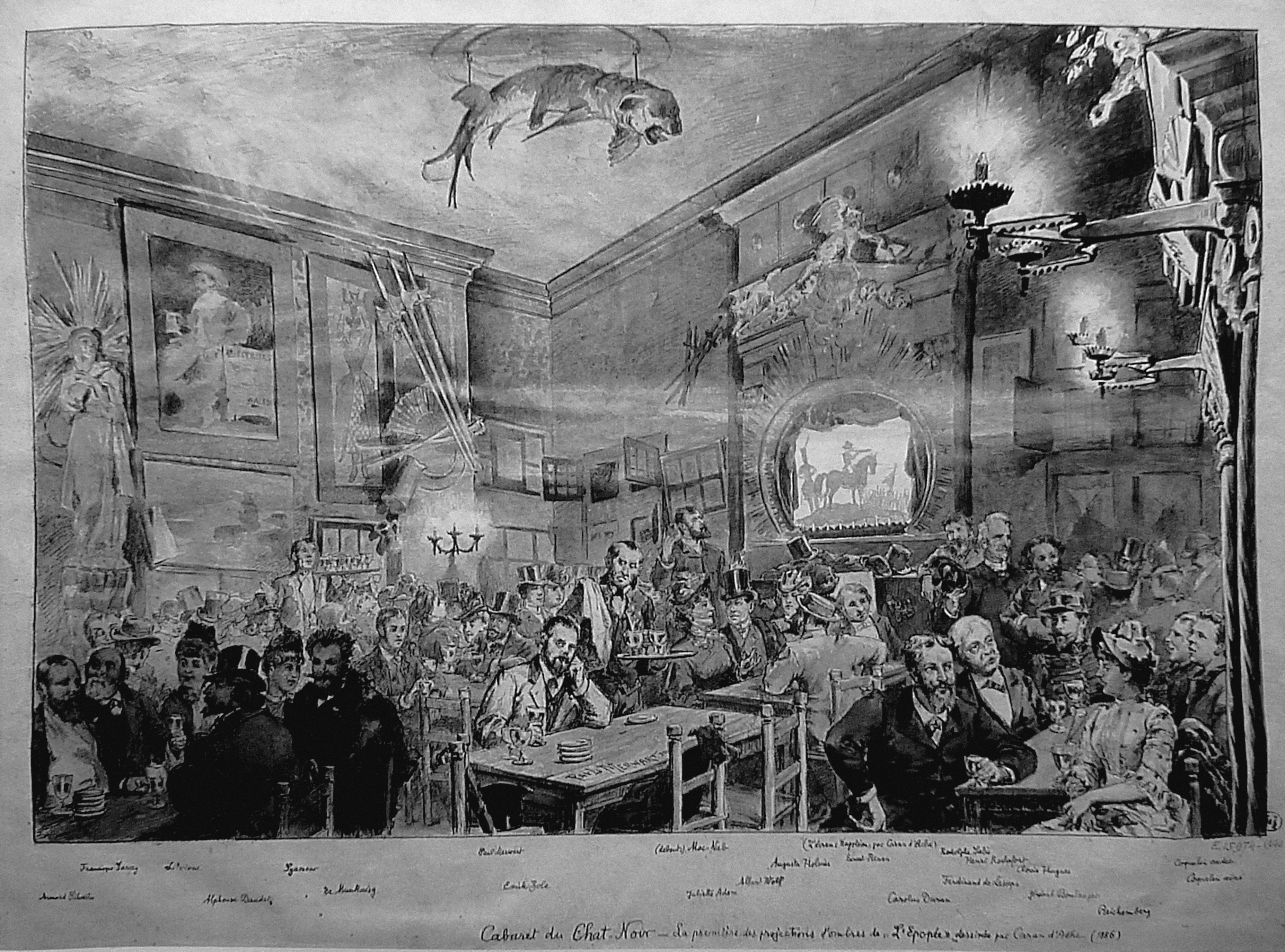
Публика на представлении Театра теней в кабаре «Чёрный кот», 1886

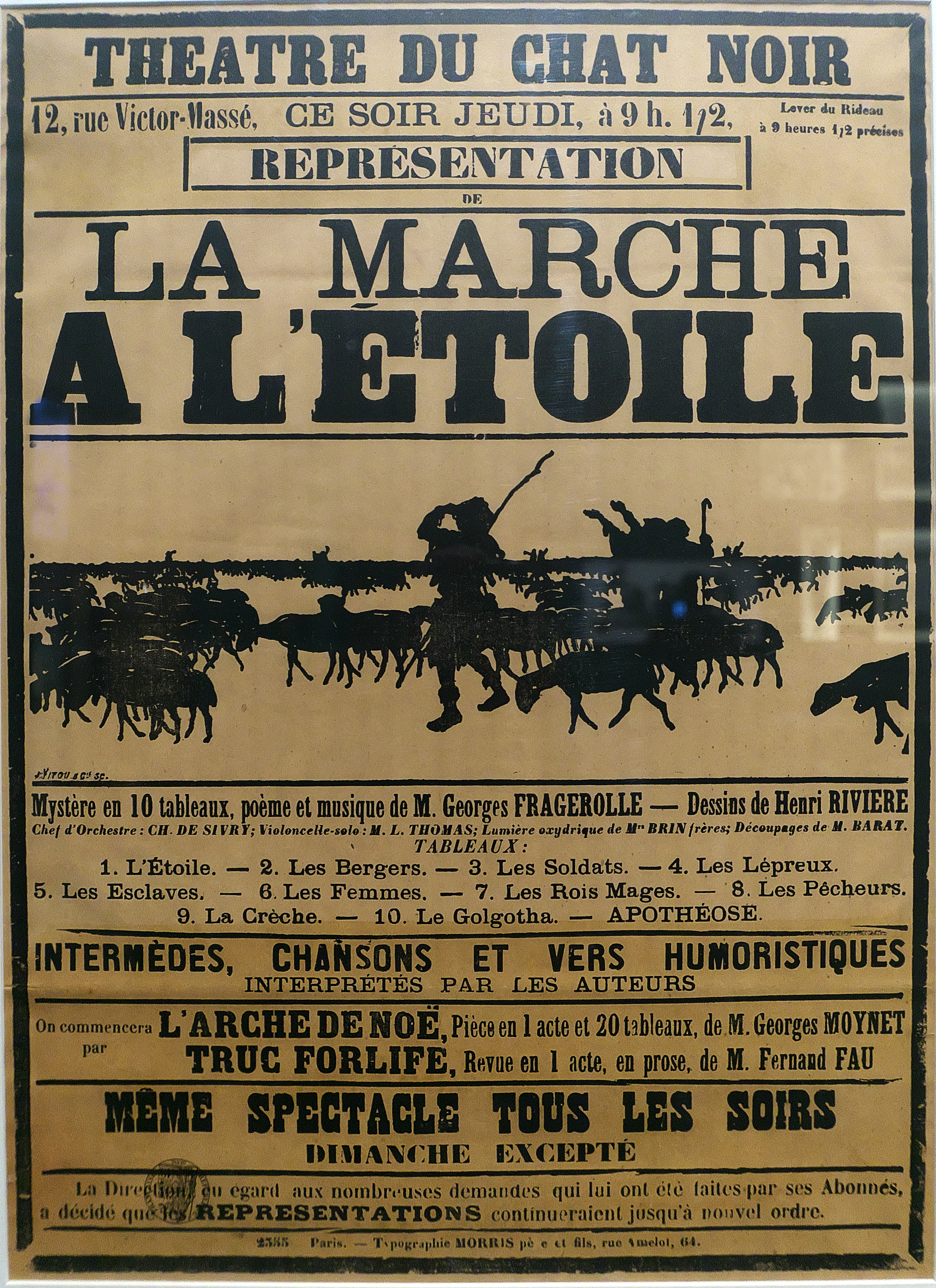
Афиша представления Театра теней в кабаре «Чёрный кот», 1890

В «Чёрном коте» собиралась вся богема тех времён. Постоянными посетителями были Мопассан, Каран д'Аш, Поль Верлен, Клод Дебюсси, Эрик Сати, Жюль Лафорг, Альфонс Алле, Шарль Кро, Леон Блуа, Жан Мореас, Морис Роллина, Аристид Брюан, Альбер Самен, Жан Лоррен, Поль Синьяк, Жанна Авриль, Иветта Гильбер, Август Стриндберг и другие.

## Журнал
Для поддержания престижа кабаре Салис в 1882—1897 годах выпускал двухнедельный журнал «Чёрный кот». Первые 688 номеров выходили в период с 14 января 1882 по март 1895 года. После этого вышло ещё 122 номера, последний из которых появился 30 сентября 1897 года. Журнал явился воплощением духа «конца столетия». В его создании принимали участие поэты и шансонье, которые сочиняли для самого кабаре, а также те, кто создавал для кабаре декорации. Именно в этом журнале появились первые статьи Жана Лоррена, одного из скандальных писателей Прекрасной эпохи. Также там печатались Поль Верлен и Жан Ришпен.